# Denkmal zur Schlacht am Walserfeld

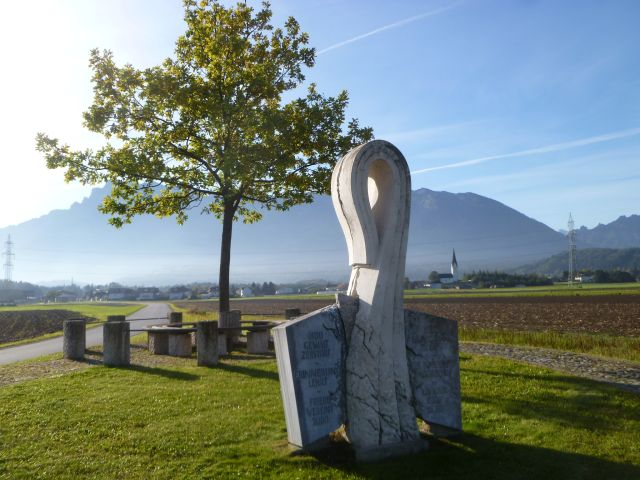
Denkmal zur Erinnerung an die Schlacht am Walserfeld

Das Denkmal zur Schlacht am Walserfeld ist ein Denkmal in der Nähe von Gois in der Salzburger Gemeinde Wals-Siezenheim (Bezirk Salzburg-Umgebung). Das nahe der Stadt Salzburg befindliche Mahnmal erinnert an die an dieser Stelle im Jahr 1800 stattgefundene Schlacht im Zuge der Napoleonischen Kriege, die die Machtübernahme Napoleons in Salzburg besiegelte.

## Hintergrund
Das Denkmal erinnert an die Schlacht am Walserfeld, bei der sich zwischen dem 12. und 14. Dezember 1800 rund 60.000 Soldaten des napoleonischen Frankreichs und 43.000 Mann der kaiserlich-österreichischen Truppen gegenüberstanden.  Die französischen Truppen befehligte Obergeneral Jean-Victor Moreau, die österreichischen der völlig unerfahrene 18-jährige Erzherzog Johann von Österreich. Zwar waren die Österreicher in der Schlacht im Vorteil, mussten sich aber zurückziehen, letztendlich siegten die Franzosen und marschierten in das neutrale Erzstift Salzburg ein. Insgesamt waren 22.000 Tote, Verwundete und Vermisste zu beklagen, ca. 10.000 auf französischer und 12.000 auf österreichischer Seite. Dies war die größte militärische Auseinandersetzung auf Salzburger Boden. Auch heute findet man auf den Äckern des Walserfeldes noch Relikte aus diesem Krieg.

## Gestaltung

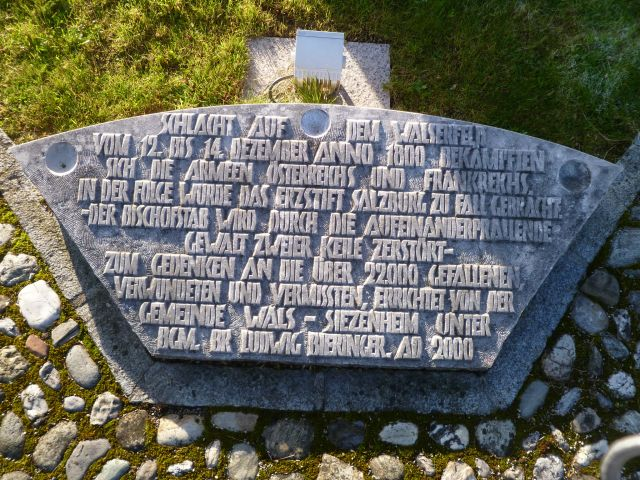
Tafel mit einer Gedenkinschrift an die Schlacht am Walserfeld

Das Denkmal ist als Triptychon gedacht: In der Mitte steht ein Bischofsstab aus Untersberger Marmor, der das Erzstift Salzburg symbolisiert. Dieser dringt zwischen zwei steinerne Keile, welche an die beiden feindlichen Heere erinnern, ein; der linke davon ist aus Wachauer Marmor gefertigt und stellt die kaiserliche Armee Österreichs dar, der rechte ist aus französischem Napoleon Notre Dame-Marmor und steht für die französischen Truppen. Die Inschrift ist in deutscher und französischer Sprache gehalten und lautet: „1800 Gewalt zerstört – Erinnerung lehrt – Friede vereint 2000“.
Vor dem Triptychon wird auf einem separaten Stein nochmals des Ereignisses gedacht und auf die Aufstellung des Denkmals im Jahre 2000 verwiesen.
Das Denkmal wurde im Auftrag der Gemeinde Wals-Siezenheim von dem Steinmetzmeister Bernhard Hasenöhrl angefertigt.